# كاراسكو
كاراسكو هي كومونا تقع في إقليم ليغوريا، إيطاليا.